# 上饶师范学院

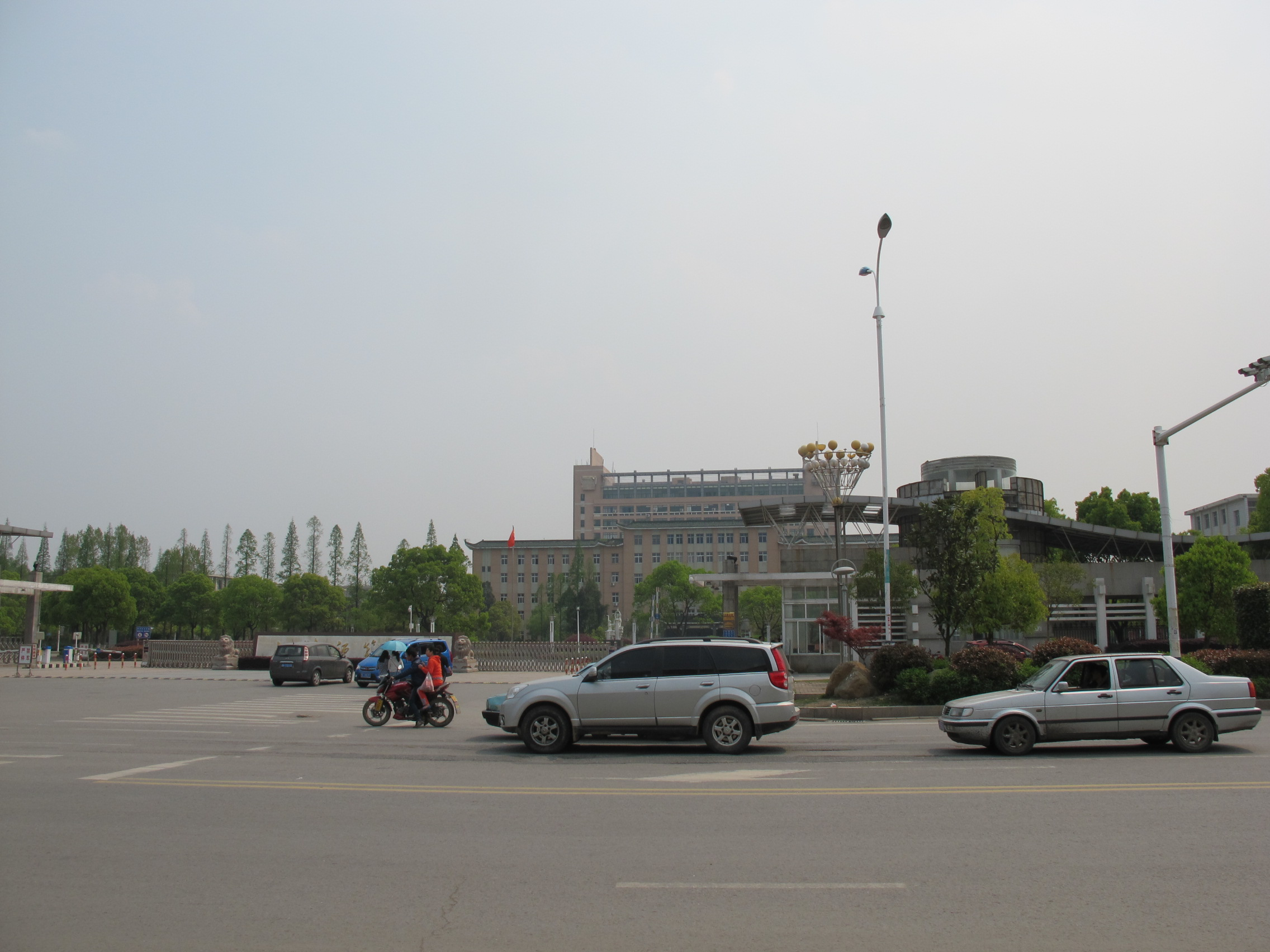
上饶师院大门

上饶师范学院是一所位于中国江西省上饶市的全日制本科师范院校。

## 历史
1958年6月，江西省人民委员会批准在上饒專區设立上饶师范专科学校，期间曾多次撤并。1978年4月，经国务院批准，以1977年10月成立的江西师范学院上饶分院为基础复办上饶师范专科学校。2000年3月，经教育部批准，上饶师范专科学校与筹备中的上饶教育学院合并，建立上饶师范学院。